# Polypodium sibiricum
Polypodium sibiricum — вид папоротеподібних рослин родини багатоніжкові (Polypodiaceae), який зростає на півночі Північної Америки й Азії.

## Таксономічні примітки
Цей таксон традиційно був ідентифікований як Polypodium virginianum Linnaeus (Sp. Pl. 2: 1085. 1753), але дослідження показують, що P. virginianum обмежується сходом Північної Америки, тоді як P. sibiricum зростає від бореальних лісів півночі Канади на захід до північної Японії й через Китай до Сибіру.

## Опис
Розлоге кореневище, 2–3 мм у діаметрі, щільно лускате; луски коричневі, ланцетні, 3–4 мм. Стебла солом'яного кольору, 5–8 см, голі. Листя довгасто-ланцетне в обрисі, 10–20 × 3–5 см, жовтувато-зелене знизу, сірувато-зелене зверху, голе, верхівки загострені або з хвостиком. Сегментів 12–16 пар, розкидані, вузько ланцетні, 2–2.5 × 0.5–0.6 см. Соруси можуть бути розташовані від півдороги між центром сегмента до краю і до майже полів листкової тканини, менші ніж 3 мм діаметром, круглі, коли незрілі. Спори менші 52 мкм. 2n = 74.

## Поширення
Північна Америка: північна Канада, Аляска, Ґренландія (одна ділянка на пд.-зх.); Азія: Китай (Хебей, Хейлунцзян, Цзілінь, Внутрішня Монголія), Японія, Корея, Монголія, Росія. Також культивується. 
Спороносить влітку й ранньої осені. Населяє тріщини та виїмки породи; росте на різних субстратах, включно з гранітом і доломітом.